# 厚垣孢子

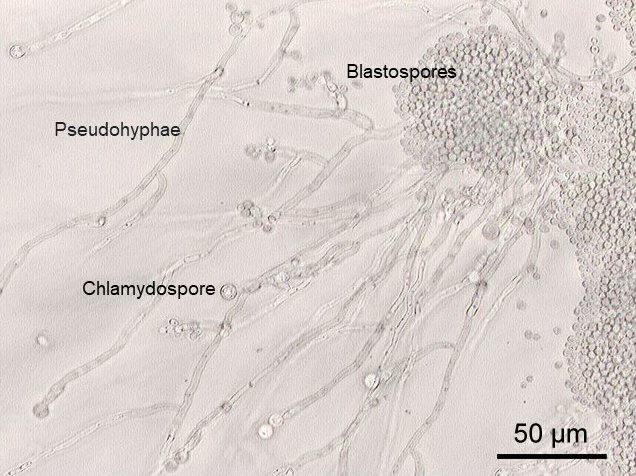
白色念珠菌的厚膜孢子

厚垣孢子（英語：chlamydospore）又稱厚膜孢子，是某些真菌具有厚壁且細胞質濃縮的休眠孢子，可以形成厚膜孢子的真菌包括子囊菌門的假丝酵母属 、擔子菌門的革耳菌属與許多被孢黴目的種類。在乾季等對真菌生長不利的環境下這些真菌會形成抗性很強的厚垣孢子，以在惡劣的環境下生存，等到環境好轉時再萌發長出菌絲。
厚垣孢子的外觀通常為深色的球體，表面光滑無飾物，且通常為多細胞組成，細胞彼此以隔板中央的孔洞相通。厚垣孢子大多屬於無性孢子，是由分生孢子柄等無性生殖的方式產生，這種厚垣孢子也被稱為分生厚垣孢子（chlamydoconidia），少數情況下厚膜孢子也可由有性生殖產生，例如冬孢子便是由擔子菌門的锈菌與黑粉菌經有性生殖產生的一種特殊厚垣孢子。

## 註腳
1. ↑  原屬接合菌門，現被提升至門的地位[3]。